# Йохан Кристиан фон Шребер
Йохан Кристиан Даниел фон Шребер (на немски: Johann Christian Daniel von Schreber) е германски зоолог. Той е роден през 1739 година във Вайсензе, Тюрингия. През 1774 година започва да пише многотомна поредица за бозайниците, озаглавена „Die Säugethiere in Abbildungen nach der Natur mit Beschreibungen“. Автор е и на ентомологични трудове, най-значим сред които е „Schreberi Novae Species Insectorvm“. Умира през 1810 година в Ерланген.